# Almăj (gmina)
Almăj – gmina w Rumunii, w okręgu Dolj. Obejmuje miejscowości Almăj, Bogea, Moșneni i Șitoaia. W 2011 roku liczyła 1974 mieszkańców.